# Малобудищанська сільська рада
Малобудищанська сільська рада — колишній орган місцевого самоврядування у Зінківському районі Полтавської області з центром у селі Малі Будища.

## Населені пункти
Сільраді були підпорядковані населені пункти:
- c. Малі Будища
- с. Безруки
- с. Глинське
- с. Хижняківка